# الیور نویل
الیور نُویل (به فرانسوی: Oliver Neuville) بازیکن فوتبال و مهاجم سوئیسی الاصل شهروند آلمان است که از سال ۱۹۹۸ میلادی عضو تیم ملی فوتبال آلمان بوده‌است. وی در ۶۹ بازی ملی حضور داشته است و آخرین بازی ملی خود را در سال ۲۰۰۸ میلادی انجام داد. الیور نویل در بازی‌های ملی‌اش ۱۰ گل به ثمر رساند.